# Southernplayalisticadillacmuzik
Albums de OutKast
ATLiens
(1996)
Singles
1. Player's Ball
Sortie : 19 novembre 1993
2. Southernplayalisticadillacmuzik
Sortie : Juillet 1994
3. Git Up, Git Out
Sortie : Octobre 1994

Southernplayalisticadillacmuzik est le premier album studio d'OutKast, sorti le 26 avril 1994.
Les thèmes abordés dans Southernplayalisticadillacmuzik sont le proxénétisme et le style de vie qu'il implique. Les paroles « gangsta » de l'album ont été abandonnées par OutKast sur les opus suivants qui aborderont des thèmes plus moraux.
L'album, qui s'est classé 3e au Top R&B/Hip-Hop Albums et 20e au Billboard 200, a été certifié disque de platine par la RIAA le 5 avril 1995.

## Liste des titres
| No  | Titre                                  | Contient un (des) sample(s) de                             | Durée |
| --- | -------------------------------------- | ---------------------------------------------------------- | ----- |
| 1.  | Peaches (Intro)                        | As If de Soft Machine                                      | 0:51  |
| 2.  | Myintrotoletuknow                      | Uphill Peace of Mind de Kid Dynamite                       | 2:40  |
| 3.  | Ain't No Thang                         | Sivad de Miles Davis                                       | 5:39  |
| 4.  | Welcome to Atlanta (Interlude)         |                                                            | 0:58  |
| 5.  | Southernplayalisticadillacmuzik        |                                                            | 5:18  |
| 6.  | Call of da Wild (featuring Goodie Mob) |                                                            | 6:06  |
| 7.  | Player's Ball                          |                                                            | 4:21  |
| 8.  | Claimin' True                          | The Window du Steve Miller Band                            | 4:43  |
| 9.  | Club Donkey Ass (Interlude)            |                                                            | 0:25  |
| 10. | Funky Ride                             |                                                            | 6:31  |
| 11. | Flim Flam (Interlude)                  | Ghetto Head Hunta de Parental Advisory                     | 1:15  |
| 12. | Git Up, Git Out (featuring Goodie Mob) | Get Up, Stand Up de Bob Marley and The Wailers             | 7:27  |
| 13. | True Dat (Interlude)                   |                                                            | 1:16  |
| 14. | Crumblin' Erb                          | Joe Bell d'Isaac Hayes Sweet Sticky Thing des Ohio Players | 5:10  |
| 15. | Hootie Hoo                             | Behind the Wall of Sleep de Black Sabbath                  | 3:59  |
| 16. | D.E.E.P.                               |                                                            | 5:31  |
| 17. | Player's Ball (Reprise)                |                                                            | 2:20  |